# Psiloderces albostictus
Espèce
Psiloderces albostictus est une espèce d'araignées aranéomorphes de la famille des Psilodercidae.

## Distribution
Cette espèce est endémique de Thaïlande. Elle se rencontre dans les provinces de Tak et de Kanchanaburi.

## Description
La carapace du mâle holotype mesure 0,7 mm de long sur 0,6 mm et l'abdomen 0,8 mm de long et la carapace de la femelle mesure 0,8 mm de long sur 0,7 mm et l'abdomen 1,0 mm de long

## Publication originale
- Deeleman-Reinhold, 1995 : The Ochyroceratidae of the Indo-Pacific region (Araneae). The Raffles Bulletin of Zoology Supplement, no 2, p. 1-103 (texte intégral).